# Municipio de Hyde Park
El municipio de Hyde Park (en inglés: Hyde Park Township) es un municipio ubicado en el condado de Wabasha en el estado estadounidense de Minnesota. En el año 2010 tenía una población de 286 habitantes y una densidad poblacional de 6,88 personas por km².

## Geografía
El municipio de Hyde Park se encuentra ubicado en las coordenadas 44°15′20″N 92°21′24″O / 44.25556, -92.35667. Según la Oficina del Censo de los Estados Unidos, el municipio tiene una superficie total de 41.55 km², de la cual 41,01 km² corresponden a tierra firme y (1,3 %) 0,54 km² es agua.

## Demografía
Según el censo de 2010, había 286 personas residiendo en el municipio de Hyde Park. La densidad de población era de 6,88 hab./km². De los 286 habitantes, el municipio de Hyde Park estaba compuesto por el 97,55 % blancos, el 0,7 % eran afroamericanos, el 0,35 % eran amerindios y el 1,4 % eran de una mezcla de razas. Del total de la población el 0 % eran hispanos o latinos de cualquier raza.